# マリオ・タイセン

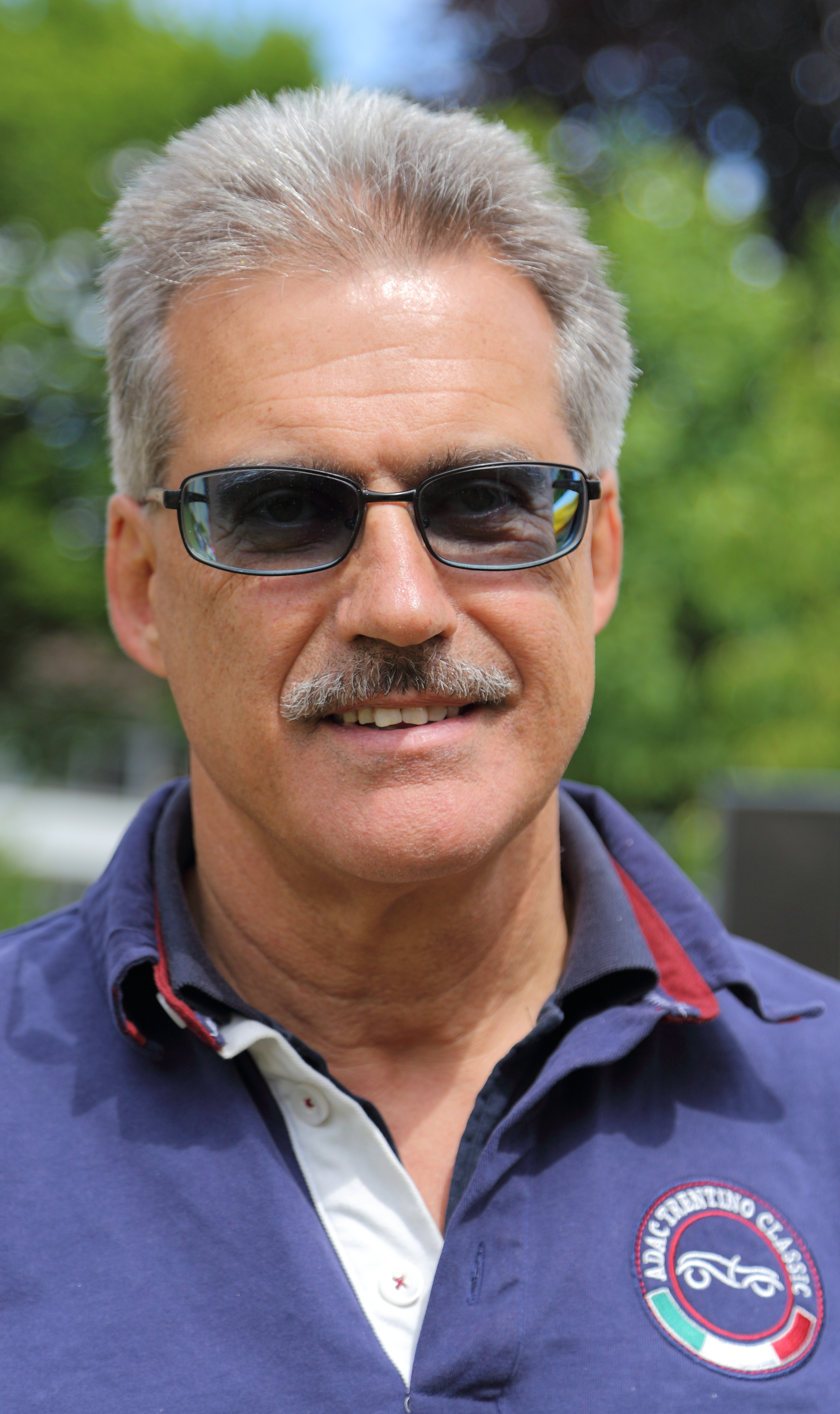
マリオ・タイセン

マリオ・タイセン（Mario Theissen, 1952年8月17日 - ）は、BMWモータースポーツ部門の元責任者（マネージングディレクター）。フォーミュラ1 (F1) チーム・BMWザウバーのチーム代表も務めた。

## 経歴

### 初期の経歴
ドイツ・ノルトライン＝ヴェストファーレン州アーヘン郡モンシャウ出身。1971年、ドイツでも有数の工科で知られるアーヘン工科大学に入学し、同校でエンジン設計を専攻し、1977年に博士課程を終える。その後すぐにBMWに入社し、ミュンヘン本社のエンジン開発部門で働き始めた。
博士課程を修了するため、1989年に一時職場を離れ、ルール大学ボーフムで工学博士号を得た。
1991年、BMWの新製品開発部門の長に任命され、翌1992年には次世代の動力を開発する部門の長となった。1994年にはBMWテヒニーク社 (BMW Technik GmbH) のマネージングディレクターとなり、販売営業の分野で経験を積んだ。この間、アメリカ合衆国のカーネギーメロン大学で経営管理について学んだ後、1998年にミュンヘン及びパロアルトの技術部門の管理者となった。

### モータースポーツの世界へ
1999年4月にBMWのモータースポーツ部門のマネージングディレクターとなり、翌年以降のF1参戦に備え、この年BMWチームを率いてル・マン24時間レースに参戦した際は、優勝を手にしている。
2000年から2005年にかけ、ウィリアムズにBMWエンジンを供給し、BMW側のテクニカルディレクターとしてそれに関わった。1999年以降、ゲルハルト・ベルガーとともに働いたが、2003年にベルガーがF1の世界から去って以後はタイセンが1人で指揮する形となった。
2005年半ば、BMWがF1のザウバーチームを買収したことで、2006年以降はBMWザウバーのチーム代表を務めていた。そして、2008年の第7戦カナダグランプリでBMWザウバーの初優勝をもたらした。
マネージングディレクターの職は、F1に限らず、BMWのモータースポーツ部門全体を統括するため、BMWのワークスチームが複数参戦している世界ツーリングカー選手権 (WTCC) なども職分となる。
2011年6月30日をもってBMWのマネージングディレクターを退き、元トヨタモータースポーツGmbH(TMG)のイェンス・マルクワルトにその職を譲った。